# Phan Lạc Hoa
Phan Lạc Hoa (23 tháng 5 năm 1947 – 19 tháng 9 năm 1982) là một nhạc sĩ người Việt Nam. Ông là tác giả của ca khúc "Tàu anh qua núi" được đón nhận nồng nhiệt bởi công chúng Việt Nam qua giọng hát của vợ mình là ca sĩ Thanh Hoa. Trong hơn 10 năm hoạt động nghệ thuật, sự nghiệp của Phan Lạc Hoa gắn liền với những ca khúc "Tàu anh qua núi", "Tình yêu trên dòng sông quan họ". Cuộc hôn nhân và cái chết của ông cũng là một trong những đề tài được báo chí Việt Nam đưa tin rầm rộ.

## Tiểu sử

### Thời thơ ấu
Phan Lạc Hoa là con của một gia đình danh giá và giàu có tại xã Hữu Bằng, huyện Thạch Thất, tỉnh Sơn Tây (nay là Hà Nội). Cha ông là một nhà Nho có tiếng ở trấn Sơn Tây. Nhà ông có bảy anh chị em, Phan Lạc Hoa là con thứ năm. Khi lên 8 tuổi, vì có tài sản đáng kể nên gia đình Phan Lạc Hoa bị quy thành địa chủ, bị đấu tố và buộc phải tịch thu toàn bộ gia sản, khiến cho anh em ông phải li tán trong thời kì thực thi chính sách "Cải cách ruộng đất".

### Đến vùng than mỏ
Năm 1960, anh trai ông là Phan Lạc Hứa tình nguyện đến vùng Than Quảng Ninh làm việc và đưa theo Phan Lạc Hoa 13 tuổi đến cùng. Trong khi ông Hứa xin vào làm công nhân ở một xưởng điện thì Phan Lạc Hoa được xin vào học tại một trường công (nay ngôi trường thuộc Thành phố Cẩm Phả). Hai anh em ông dựng tạm một căn nhà tranh tre trên đồi Lán Gianh, cách trung tâm Cẩm Phả khoảng 6 km.
Phan Lạc Hoa đã kết bạn với nhiều người, trong đó có Quang Thọ. Nhóm bạn Phan Lạc Hoa, Quang Thọ…được ông Tô Sinh dạy đàn, dạy nhạc. Sau này, bạn ông Hứa, ông Hoa nhiều người trở thành nghệ sĩ nổi tiếng. Chính những người bạn này đã giúp đỡ hai anh em trong những ngày mưu sinh tại vùng mỏ Than. Phan Lạc Hoa cùng anh trai có hơn ba năm ở trong một gia đình nhận nuôi có đầy đủ điều kiện chăm sóc. Ban ngày ông đi học, thời gian còn lại  sang phụ học khâu giày cho một ông chủ tiệm người Hoa cạnh nhà.
Khi học lên trường cấp II, Phan Lạc Hoa theo bạn bè lên rừng xuống biển kiếm sống. Từng có thời gian vì cuộc sống khó khăn, Phan Lạc Hoa đi nhặt than ở núi Trọc, Mỏ than Đèo Nai. Phan Lạc Hoa phải nhặt than đem bán nhằm kiếm thêm thu nhập về giúp gia đình anh trai đong gạo, mua thực phẩm. Những lúc nghỉ giải lao, ông thường ngẫu hứng hát những ca khúc nổi tiếng thời bấy giờ. Tiếng hát của ông nhận được sự yêu thích từ công nhân mỏ ở công trường.

### Thời kì Chiến tranh Việt Nam
Những năm Đế quốc Mỹ ném bom nhằm tàn phá vùng Mỏ, Phan Lạc Hoa theo gia đình anh trai đi sơ tán, thay đổi nhiều chỗ ở. Năm 1967, khi biết tin có đoàn trên Hà Nội về tuyển văn công, Phan Lạc Hoa cùng một vài người bạn rủ nhau đi dự tuyển. Cuối cùng, ông trúng tuyển thanh nhạc. Từ đó, Phan Lạc Hoa rời vùng Mỏ lên nhập học tại Trường Âm nhạc Việt Nam, chính thức đi theo con đường nghệ thuật.

### Hôn nhân với Thanh Hoa
Phan Lạc Hoa kết hôn với Thanh Hoa, người cùng học tại trường nhạc với ông nhưng nhập học sớm hơn 3 năm. Khi biết Thanh Hoa có thai, Phan Lạc Hoa bỏ đi chơi xa nhưng về sau ông vẫn tìm lại Thanh Hoa. Họ về sống với nhau mà không có đám cưới.
Khi vợ mình đã gây được sự chú ý và được đón nhận với sự nghiệp ổn định, Phan Lạc Hoa lại có thời gian dài chật vật tìm việc. Cuối cùng, ông xin vào được Đoàn văn công Đường sắt của Tạ Đình Đề và chỉ được hát trong dàn hợp xướng. Chính sự nổi tiếng của vợ mình lúc bấy giờ và cuộc sống bí bách trong việc tìm hướng đi cho sự nghiệp của Phan Lạc Hoa đã khiến cuộc hôn nhân của họ có xung đột. Phan Lạc Hoa là người quyết định chấm dứt cuộc hôn nhân 10 năm này.
Bản thân Phan Lạc Hoa chỉ muốn Thanh Hoa sinh nhiều con, ít biểu diễn, chủ yếu dành thời gian để lo việc gia đình. Sau đó, ông bắt đầu sáng tác ca khúc. Những bài hát của ông đã khẳng định được tài năng âm nhạc của bản thân. Chính Thanh Hoa cũng là người đưa những tác phẩm âm nhạc của Phan Lạc Hoa tới công chúng và cũng chính những bài hát của Phan Lạc Hoa đã giúp nữ ca sĩ trở nên nổi tiếng hơn.
Năm 2017, Thanh Hoa thể hiện ca khúc "Ngày Bác về thăm quê" lần đầu được giới thiệu tới công chúng tại Quảng trường Hồ Chí Minh (Vinh, Nghệ An). Đây là sáng tác được Phan Lạc Hoa viết vào khoảng thời gian 3 tháng trước khi ông qua đời. Bài hát được biểu diễn nhân kỷ niệm 60 năm ngày Hồ Chí Minh về thăm quê lần thứ nhất (16 tháng 6 năm 1957).

## Ca khúc Tàu anh qua núi
Ca khúc "Tàu anh qua núi" của nhạc sĩ Phan Lạc Hoa được nhiều thế hệ khán giả Việt Nam tỏ ra yêu mến. Khi nhắc đến "Tàu anh qua núi", nhiều người cho rằng Phan Lạc Hoa viết tặng riêng cho Thanh Hoa bởi ca khúc gắn liền với tên tuổi bà, tuy nhiên trên thực tế không phải vậy. Thời điểm này, Phan Lạc Hoa đang hoạt động tại đoàn văn công của Tổng cục Đường sắt. Ca khúc này được sáng tác trên đoàn tàu mà hai vợ chồng ông đi qua đèo Hải Vân. Bạn gái của vị trưởng tàu đã qua đời trong lúc gỡ mìn để nối đường ray trong cuộc chiến tranh Việt Nam. Xúc động trước câu chuyện nên ông đã sáng tác bài hát và bí mật bảo Thanh Hoa học thuộc để đến ga Sài Gòn hát tặng vị trưởng tàu. Phan Lạc Hoa đã đàn thử cho Thanh Hoa xem giai điệu của ca khúc. Đến 8 giờ sáng ngày hôm sau, ca khúc chính thức được hoàn thành. Theo báo Tổ quốc nhận định, dù được nhiều ca sĩ Việt Nam danh tiếng ở mọi thế hệ thể hiện, nhưng trong ký ức công chúng Việt Nam, "tàu anh qua núi" vẫn gắn liền với tiếng hát Thanh Hoa.

## Những năm cuối đời
Năm 1982, Phan Lạc Hoa sáng tác "Tình yêu trên dòng sông quan họ" ra đời trong khi nhà thơ Nguyễn Trọng Tạo và nhạc sĩ Nguyễn Thụy Kha đến nhà ông chơi. Khi nhà hết trà để pha mời khách, Phan Lạc Hoa ra quán mua một gói trà về tiếp khách. Trong khi chờ trà ngấm, ông mở tờ giấy gói trà ra đọc. Đó là trang nhất tờ Văn nghệ, in trọn vẹn bài "Đêm sông Cầu" của tác giả Đỗ Trung Lai, kèm tranh minh họa do nhạc sĩ Văn Cao vẽ một cô gái quấn khăn mỏ quạ. Phan Lạc Hoa tỏ ra thích thú nên vội vã lấy cây đàn guitar và sáng tác. Bài hát được ông chuyển cho Thanh Hoa biểu diễn và lập tức được thính giả yêu mến, sau đó được đưa vào đĩa nhựa "Tiếng hát Thanh Hoa" do Nhà xuất bản Âm nhạc phát hành với 40.000 bản, một con số đáng chú ý mà nhiều nhạc sĩ thời bấy giờ tại Việt Nam mong ước.

### Bệnh tật
Phan Lạc Hoa đã viết đơn ly hôn và đề nghị vợ kí trong trạng thái không ổn định về mặt tâm lý. Sau những cuộc cãi vã, ông tìm đến những cuộc nhậu và sòng bạc để thoả mãn, bệnh thần kinh của ông diễn ra, ngoài ra phải vào điều trị tại Bệnh viện Bạch Mai với bệnh án liên quan đến xơ gan, vỏ não bị tổn thương và 2/3 dạ dày bị loét nặng. Tuy vậy sau khi chia tay, Thanh Hoa vẫn tới bệnh viện chăm sóc chồng. Nhưng vì không có nhà riêng nên họ vẫn chung một căn hộ tập thể chật chội được ngăn đôi bằng bức phên cót.
Tại Bệnh viện Bạch Mai, ông trở thành bệnh nhân được yêu mến của khoa Tâm – Thần kinh. Cuộc đời và bệnh tật của ông được một sinh viên nội trú quan tâm và chọn làm luận văn tốt nghiệp bác sĩ nội trú khóa 1979–1982. Vị bác sĩ này là Kim Việt, về sau là Viện trưởng Viện sức khỏe tâm thần của bệnh viện. Phan Lạc Hoa cuối cùng được chẩn đoán thể tâm căn sau một thời gian điều trị. Chính chẩn đoán cuối cùng này đã tránh cho ông khỏi phải đi điều trị lâu dài ở Trâu Quỳ, nơi có Bệnh viện Tâm thần Trung ương. Ở bệnh viện, ông phải sống giữa hai trạng thái lúc trầm cảm và lúc tỉnh táo. Khi tỉnh táo, Phan Lạc Hoa liên tục sáng tác nhạc.

### Tự tử
Một tháng sau khi toà án xử ly hôn và đúng sau đêm diễn của Thanh Hoa với 3 bài hát nổi tiếng mà bà hát, Phan Lạc Hoa tự tử. Ông trở về nhà và treo cổ sau khi cùng bạn bè đến Nhà hát Lớn Hà Nội nghe vợ cũ hát. Những bài hát mà Thanh Hoa biểu diễn tối đó có "Tàu anh qua núi", "Tình yêu trên dòng sông quan họ", "Em vẫn đợi anh về". Nhạc sĩ Nguyễn Trọng Tạo cho biết theo lời kể của Thanh Hoa thì sau đêm diễn, khi các con đã ngủ, Phan Lạc Hoa từng pha cà phê ngỏ ý Thanh Hoa hủy giấy ly hôn nhưng không thành. Phan Lạc Hoa tuyên bố cả hai sẽ "đi tàu suốt" (cùng chết), khiến cho Thanh Hoa sợ hãi và chạy sang nhà hàng xóm. Sau đó, nghe tiếng đạp tường vọng sang, Thanh Hoa chạy về nhà từ cửa sau, nhưng không thấy Phan Lạc Hoa ở trong nhà, trong khi cửa trước đã bị khóa ngoài. Bà chạy vội vàng sang gõ cửa nhạc sĩ Lê Đình Lực, khi hai người đến hiên trước cửa nhà thì Phan Lạc Hoa đã treo cổ. Thanh Hoa liền kêu cứu nhưng đã không kịp.

### Sau cái chết
Xung quanh cái chết của Phan Lạc Hoa có rất nhiều lời đồn đoán, thậm chí là thêu dệt. Ông đã tự tử nhưng không để lại thư tuyệt mệnh. Cả Bộ môn, Khoa Tâm thần và sinh viên của Bệnh viện Bạch Mai thời điểm đó đã "tỏ ra ân hận" vì để ông về thăm nhà vào ngày hôm đó. Sau cái chết của chồng cũ, Thanh Hoa phải đối diện những lời chỉ trích của cả dư luận và khán giả. Đài Tiếng nói Việt Nam đã cho ngừng phát thanh các bài hát của Thanh Hoa vì sức ép dư luận. Trong một đêm diễn, nữ ca sĩ từng bị một số khán giả là bạn bè của chồng cũ xúc phạm. Thậm chí có người nói Thanh Hoa là người gây ra cái chết của chồng.
30 năm sau đó, sự qua đời của Phan Lạc Hoa một lần nữa được kể lại qua lời kể của bác sĩ Sao Hồng, người sinh viên thực tập khoa Tâm thần bệnh viện Bạch Mai từng có thời gian chăm sóc cho Phan Lạc Hoa. Trong đó ông này có nhắc đến có cuộc sống cô độc cuối đời của nhạc sĩ, cùng với đó là những ngày Phan Lạc Hoa đựoc chữa trị bệnh tại bệnh viện, những ngày buồn khi ông và vợ quyết định ly hôn và cuối cùng là cái chết do treo cổ tự tử để lại nhiều nghi vấn. Con gái của của hai người đã lên tiếng rằng có nhiều chi tiết "nghe hơi nồi chõ" từ lời kể này (ý chỉ sự phỏng đoán cá nhân qua những tin đồn thất thiệt) nhưng cô này cũng bày tỏ có một số chi tiết mà cô tin là có thật.

## Con cái
Cuộc hôn nhân của Phan Lạc Hoa với vợ gồm 3 người con. Con gái Phan Huyền Thư, con gái Phan Thái Lữ và con trai Phan Lạc Cao Nguyên mất khi mới 1 tuổi vì bị phù phổi trong một sự cố cấp cứu. Tới đầu năm 2021, con gái ông cho biết ông đang được chôn cất cùng con trai mình.